# Баджальский заказник
Баджальский заказник — государственный природный заказник федерального значения в Хабаровском крае.

## История
Заказник основан 17 июля 1987 года. Его целью является сохранение редких видов животных, исчезающих и лекарственных видов растений и охрана мест их произрастания.

## Расположение
Располагается на территории Солнечного района Хабаровского края на северо-западном склоне Баджальского хребта, в бассейнах рек Баджал и Болюну. Площадь заказника составляет 275 000,0 га.

## Климат
Климат муссонный. В январе средняя температура — −29 °С, в июле — 17,5 °С. Среднегодовое количество осадков составляет 600—1000 мм. Период вегетации длится 90-120 дней. С периодичностью от 0,1 до 1 раз в год случается сход лавин.

## Флора и фауна
На территории заказника произрастает 203 вида сосудистых растений. Фауна включает промысловые виды животных, такие как соболь, косуля, белка, норка, горностай, ласка, колонок, выдра, росомаха, заяц-беляк, рысь, лисица, бурый медведь, кабарга, барсук, лось, изюбрь, енотовидная собака и северный олень. Выявлено 160 видов птиц, среди которых присутствуют редкие виды: беркут, орлан-белохвост, чёрный журавль, белоплечий орлан, кречет, дикуша, скопа и сапсан.